# Flaviviridae
Flaviviridae és una família de virus del tipus virus d'ARN monocatenari + (classificació de Baltimore) que afecta principalment artròpodes, però també humans i altres vertebrats, i que es propaga mitjançant insectes vectors. La família rep el nom del virus de la febre groga, un tipus de virus de la família Flaviviridae; ja que flavus significa groc en llatí.

## Gèneres
- Gènere Flavivirus (espècies tipus Virus de la Febre Groga, altres hi inclouen el Virus del Nil occidental i el virus del Dengue), conté 67 virus.
- Gènere Hepacivirus (espècie tipus Virus de l'hepatitis C, membre únic).
- Gènere Pestivirus (espècies tipus virus de la diarrea viral bovina, el virus de la malaltia de la frontera[3] o el virus de la pesta porcina clàssica, que no infecten els humans).

Entre les malalties principals hi ha:
- Dengue
- Encefalitis japonesa
- Malaltia del Bosc Kyasanur
- Encefalitis de Murray Valley
- Encefalitis de St. Louis
- Encefalitis del Nil occidental causat pel WNV
- Febre groga
- Hepatitis C
- Zika